# Dicranomyia subalbitarsis
Dicranomyia subalbitarsis är en tvåvingeart som först beskrevs av Alexander 1930.  Dicranomyia subalbitarsis ingår i släktet Dicranomyia och familjen småharkrankar. Inga underarter finns listade i Catalogue of Life.